# 소켓 SP6
소켓 SP6(LGA 4844)은 2023년 9월 18일에 출시된 Zen 4c 기반 Epyc Siena 서버 프로세서를 지원하기 위해 AMD가 설계한 ZIF 랜드 그리드 배열 CPU 소켓이다. 인프라 및 엣지 컴퓨팅 부문을 대상으로 하는 서버 시스템용으로 설계되었다.

## 역사
2022년 11월, AMD는 코드명 Genoa인 Epyc 9004 프로세서 시리즈와 함께 SP5 소켓을 출시했다. 큰 물리적 소켓과 열 설치 공간으로 인해 SP5는 특정 엣지 애플리케이션에서 제외되었다. 소켓 SP6은 핀 수와 메모리 지원이 적은 소켓 SP5의 작은 변형으로 제작되어 소켓 SP3과 동일하게 설치 공간을 72×75.4mm에서 58.5×75.4mm로 줄였다. SP6 플랫폼은 SP5 플랫폼의 Genoa 및 Bergamo 서버 프로세서보다 저렴한 가격으로 제공된다.
소켓 SP6은 성능이 우선시되지 않지만 비용, 가치, 작은 설치 공간 및 낮은 전력 소비/열 방출이 우선시되는 서버 시장 부문에 서비스를 제공할 것이다. 이에 대한 예로는 인프라 컴퓨팅과 엣지 컴퓨팅이 있다. 현재 코드명 "Siena"인 Epyc 8004 프로세서만 지원한다. 최대 225W의 프로세서 TDP를 지원한다.
2023년 10월 19일, AMD는 SP6 소켓과 물리적으로 동일하지만 전기적으로 호환되지 않는 sTR5 소켓을 활용하는 Threadripper 7000 고급 데스크톱 및 워크스테이션 프로세서를 발표했다. Threadripper 7000 프로세서는 11월 21일 출시될 예정이다.

## 같이 보기
- 소켓 AM5
- 소켓 SP5